# Wilhelm Ritter von Leeb
Wilhelm Josef Franz Ritter  von Leeb (n. 5 septembrie 1876 – d. 29 aprilie 1956) a fost un feldmareșal (germană: Generalfeldmarschall) al Wehrmachtului în timpul celui de-Al Doilea Război Mondial. În germană „Ritter von” înseamnă „Cavaler de”.
(Fratele lui mai mic, Emil Leeb, a urcat în ierarhia militară a Wehrmacht-ului până la gradul de general de artilerie.)

## Începuturile
Ritter von Leeb provenea dintr-o familie veche de militari bavarezi. Și-a început cariera militară în anul 1895 la Regimentul nr. 4 în funcția de cadet. Între anii 1897-1899 a făcut studii la școala de inginerie militară și de artilerie. În anul 1900 a participat la înfrângerea Revoltei boxerilor în China.
Între anii 1907-1909 a fost în serviciu în Statul Major Bavarez, iar între anii 1909-1911 a fost numit în serviciu la Berlin la Marele Stat Major.

## Primul Război Mondial și perioada interbelică
Între anii 1914 - 1916 a luptat pe Frontul de Vest, apoi doi ani de Frontul de Est, în Serbia, Galiția și România și pentru curajul deosebit a primit o înaltă distincție bavareză: Ordinul Militar Maximilian Iosif de Bavaria („Max Joseph, Rex Bajoariae”), echivalentul ordinului prusac Pour le Mérite și titlul nobiliar, care îi permitea să prefixeze numelui său Leeb cu cuvintele Ritter von (Cavaler de). În 1916 a fost promovat maior, apoi în 1917 s-a întors pe Frontul de Vest, unde a luptat până la sfârșitul războiului.
În perioada interbelică a ocupat diferite funcții de comandă și s-a ridicat rapid în ierarhia militară. În 1920 a fost promovat locotenent-colonel.
În 1923 a participat împreună cu Adolf Hitler și Partidul Muncitoresc German Național-Socialist NSDAP (partidul nazist) la Puciul de la berărie din Nürnberg.
În 1925 a fost promovat general de brigadă, apoi în 1930 general-locotenent.
În 1938 apare cartea lui, Apărarea Patriei; este promovat general-colonel și se pensionează. În același an este reactivat și numit comandantul Armatei a 12-a. În fruntea acestei armate a participat la ocuparea Cehoslovaciei, după care a fost din nou pensionat.

## Al Doilea Război Mondial
Hitler nu era încântat de atitudinea antinazistă a lui von Leeb și în 1938 l-a pensionat după ce l-a promovat la rangul de general-colonel, dar deja în același an a fost reactivat și i s-a dat comanda Armatei a 12-a care a participat la ocuparea regiunii Sudete a Cehoslovaciei și anexarea la Germania. După această acțiune a fost pensionat din nou.
În vara anului 1939, von Leeb a fost din nou chemat înapoi în serviciu militar și i s-a dat comanda Grupului de Armate C. Înainte de Bătălia Franței, von Leeb a fost singurul general, care din motive morale s-a opus ofensivei prin Țările de Jos (neutre), în special Belgia. El scria: "toată lumea se va întoarce împotriva Germaniei, care, pentru a doua oară în 25 de ani, atacă Belgia neutră! Germania, a cărei guvern a garantat în mod solemn și a promis respectarea neutralității acestei țări doar cu câteva săptămâni în urmă!".  În această luptă, trupele sale au străpuns linia Maginot. Pentru rolul său în această victorie, von Leeb în iulie 1940 a fost promovat la rangul de mareșal (Generalfeldmarschall) și i s-a acordat Crucea de Cavaler al Crucii de Fier.

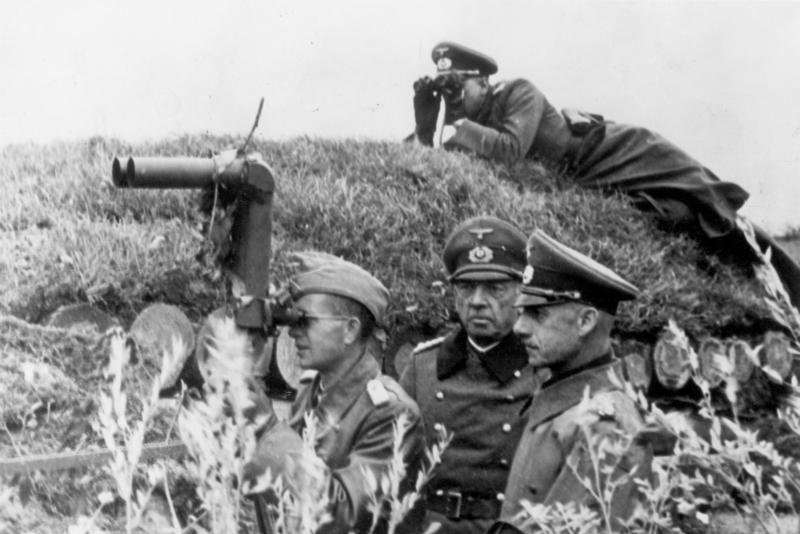
Von Leeb şi cel care l-a urmat în comandă după demitere, Georg von Küchler la un post de observare în data de 11 octombrie 1941

## Demiterea
Când von Leeb nu a reușit să capturarea rapidă a Leningradului, Hitler nerăbdător, a comentat, "Leeb este într-o a doua sa copilărie, el nu poate înțelege și să ducă la îndeplinire planul meu pentru capturarea rapidă a Leningradului. El amestecă planul său defensiv în sectorul de nord-vest și vrea să pătrundă în centrul Moscovei. E evident senil, el și-a pierdut curajul, și ca un adevărat catolic vrea să se roage, și nu să lupte." 
Ca general german din școala veche, von Leeb nu a acceptat cu bine comanda sa gestionată de departe de Hitler, care a considerat îl considera "general de fotoliu". În ianuarie, 1942, von Leeb i-a cerut lui Hitler să-l elibereze din comandă și Hitler a acceptat. Oficial s-a anunțat că von Leeb a demisionat din cauza unei boli, nu din cauza înfrângerii sale. General-colonelul Georg von Küchler a preluat comanda Grupului de Armate Nord, și Hitler niciodată nu i-a mai dat lui von Leeb sarcini militare.

## Cariera militară
Rangul obținut, corespondentul pe românește și anul obținerii:
- Fahnenjunker - (cadet) - 1 decembrie 1895
- Fähnrich - sublocotenent - 18 ianuarie 1896
- Leutnant - locotenent- 3 martie 1897
- Oberleutnant - locotenent major - 13 mai 1905
- Hauptmann - căpitan - 7 martie 1912
- Major - maior - 19 mai 1916
- Oberstleutnant - locotenent-colonel - 28 decembrie 1920
- Oberst - colonel - 1 februarie 1925
- Generalmajor - general-maior - 1 februarie 1929
- Generalleutnant - general-locotenent - 1 decembrie 1929
- General der Artillerie - general-colonel - 1 ianuarie 1934
- Temporar: Generaloberst - general de armată - 28 februarie 1938
- Generaloberst - general de armată - 1 noiembrie 1939
- Generalfeldmarschall - feldmareșal (Germania) - 19 iulie 1940

## Decorații
- Crucea de Fier (1914)
  - Clasa I-a
  - Clasa a II-a
- Ordinul Casei Regale  Hohenzollern
- Ordinul Militar Max Joseph
- Decorația pentru serviciu lung în Wehrmacht
- Crucea de cavaler la 24 iunie 1940.